# Senia Point
Der Senia Point ist eine vereiste Landspitze an der Shackleton-Küste der antarktischen Ross Dependency. Gegenüber dem Kap Goldschmidt und 15 km südlich des Kap Selborne markiert sie die nördliche Begrenzung der Einfahrt vom Ross-Schelfeis in die Couzens Bay. 
Das Advisory Committee on Antarctic Names benannte sie 1965 nach Benjamin N. Senia (1899–1971), Kommandant auf der USNS Mirfak während der Operation Deep Freeze im Jahr 1963.